# Wilde dwergmispel
De wilde dwergmispel (Cotoneaster integerrimus, synoniem: Cotoneaster cotoneaster) is een overblijvende, bladverliezende struik uit de rozenfamilie (Rosaceae). De soort staat op de Nederlandse Rode Lijst van planten als zeer zeldzaam en stabiel of toegenomen. De soort komt van nature voor in Midden- en Zuid-Europa. Het aantal chromosomen is 2n = 68.
De struik wordt 50-200 cm hoog en heeft onregelmatig verspreide, vrij bochtige, bruine tot grijsbruine takken. De jonge takken zijn behaard. De verspreid staande, bijna ronde tot eironde bladeren zijn 2-5 cm lang en 1,3-2,5 cm breed, hebben een stompe tot spitse top en ingezonken nerven. Aan langere takken zijn de bladeren minder rond. Aan de onderkant zijn de bladeren grijsviltig behaard. De bladsteel is 2-5 cm lang en viltig behaard. De steunblaadjes zijn lancetvormig en fijn behaard.
De struik bloeit van april tot in juni met wit met roze, kortgesteelde, 6-7 mm grote bloemen in knikkende schermen. De schutbladen zijn lancetvormig en fijn behaard. De bloemen staan met twee tot vier bij elkaar, maar soms zijn ze alleenstaand in het scherm. De bloem heeft vijf rechtopstaande, 3 mm brede kroon- en vijf 1-2 mm lange en 1-2 mm brede, driehoekig-ovale kelkbladen, die aan de buitenkant kaal zijn. De vijftien tot twintig meeldraden zijn roze. De bloembeker (hypanthium) is klokvormig en produceert nectar. Het vruchtbeginsel heeft twee of soms drie, vrijstaande stempels. De bestuiving gebeurt door wespen, meestal veldwespen, maar zelfbestuiving komt ook voor.
De hangende, bolronde, rode vrucht is een 5-8 mm brede, appelvormige pitvrucht met twee tot drie, 6-8 mm grote pitten. De vruchten rijpen in augustus en september. De verspreiding van de pitten vindt plaats door vogels, in het bijzonder door kraaien, en knaagdieren.

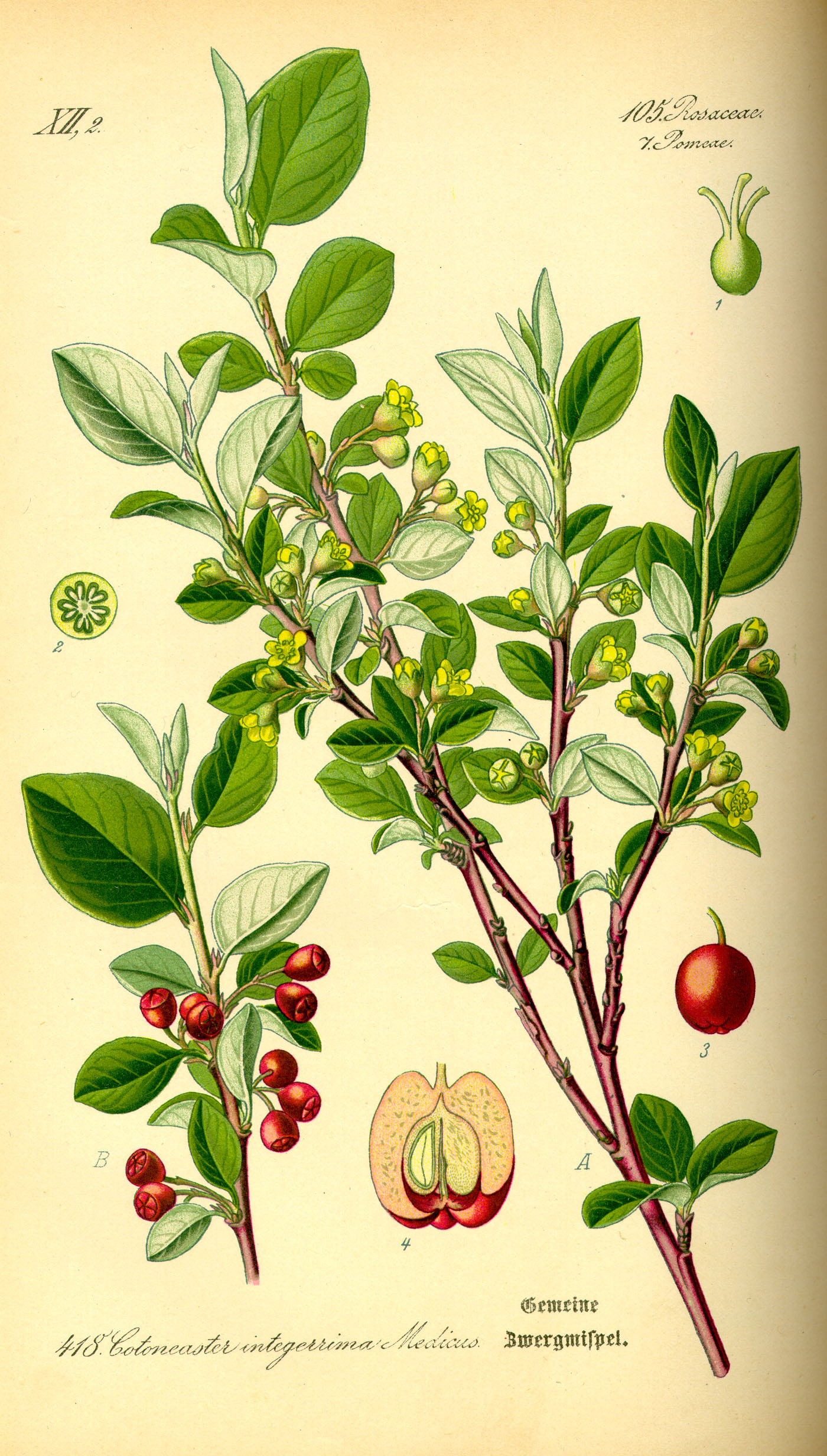
Wilde dwergmispel

De struik komt voor op kalkrijke grond.

## Namen in andere talen
- Duits: Gewöhnliche Zwergmispel
- Engels: Wild Cotoneaster
- Frans: Cotonéaster commun, Cotonéaster sauvage